# Killai
Killai là một thị xã panchayat của quận Cuddalore thuộc bang Tamil Nadu, Ấn Độ.

## Nhân khẩu
Theo điều tra dân số năm 2001 của Ấn Độ, Killai có dân số 10.186 người. Phái nam chiếm 49% tổng số dân và phái nữ chiếm 51%. Killai có tỷ lệ 57% biết đọc biết viết, thấp hơn tỷ lệ trung bình toàn quốc là 59,5%: tỷ lệ cho phái nam là 66%, và tỷ lệ cho phái nữ là 49%. Tại Killai, 14% dân số nhỏ hơn 6 tuổi.